# UTC+11

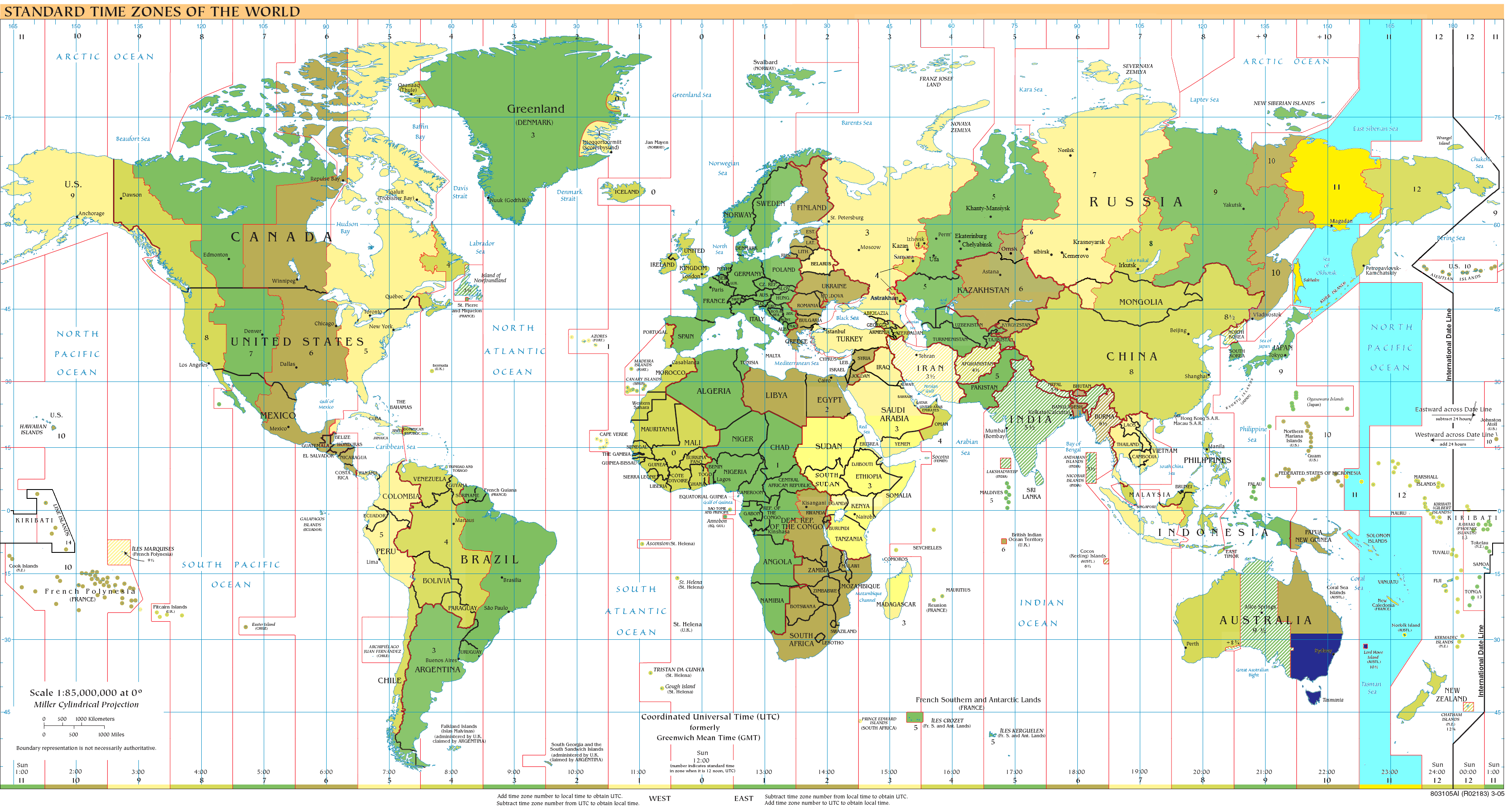
UTC+11: 藍-12月前後に適用、濃黄-通年適用、水色-海域

UTC+11とは、協定世界時を11時間進ませた標準時である。

## 該当地域

### 標準時（通年）
- ソロモン諸島
- ニューカレドニア（フランス領）
- バヌアツ
- パプアニューギニア
  - ブーゲンビル自治州
- ミクロネシア連邦
  - コスラエ州
  - ポンペイ州
- ロシア
  - マガダン時間 - MAGT
- 南極
  - ケーシー基地（英語版）

### 標準時（南半球冬）
- ノーフォーク島（オーストラリア領）

### 夏時間（南半球）
- オーストラリア
  - 東部夏時間 - AEDT
    - オーストラリア首都特別地域
    - タスマニア州
    - ニューサウスウェールズ州（ブロークンヒルを除く）
    - ビクトリア州

  - ロード・ハウ島（冬は+10:30）

## 歴史
オーストラリアのクイーンズランド州では、1971年にニューサウスウェールズ州・ビクトリア州・オーストラリア首都特別地域とともに夏時間として UTC+11 を採用した。しかしクイーンズランド州は1972年から中止し、通年 UTC+10 となった。ノーフォーク島ではかつては UTC+11:30 を採用していたが、2015年10月8日より UTC+11 となった。また、同島は2019年10月6日に夏時間を導入したため UTC+11 であるのは冬期のみとなった。
ロシアではかつてウラジオストク夏時間とマガダン時間（冬期）において+11 を使用していたが、2010年3月28日よりマガダン時間帯はカムチャツカ時間帯と統合して新しいマガダン時間帯となり、2011年3月27日よりウラジオストク時間は通年 UTC+11 に、マガダン時間は通年 UTC+12 となった。しかし2014年10月26日より再び国内の標準時が1時間戻されたためウラジオストク時間は通年UTC+10となり、この標準時を採用しているのは旧マガダン時間エリアの北部に新たに設けられたスレドネコリムスク時間となった。2016年4月24日にマガダン州がUTC+10から当時間帯に移行したためそれまで廃止されていたマガダン時間が復活し、スレドネコリムスク時間は廃止された。